# M4公路 (叙利亚)
M4公路是叙利亚北部的一条东西走向的快速公路，全长约600公里，西起沿海城市拉塔基亚，东至伊拉克的边界，其中有60公里与M5公路并线